# カーゾラ・ディ・ナーポリ
カーゾラ・ディ・ナーポリ（イタリア語: Casola di Napoli）は、イタリア共和国カンパニア州ナポリ県にある、人口約3,800人の基礎自治体（コムーネ）。

## 地理

### 位置・広がり
ナポリ県南東部のコムーネ。県都ナポリから南東へ28kmの距離にある。

#### 隣接コムーネ
隣接するコムーネは以下の通り。
- グラニャーノ
- レッテレ